# Sphaeriodesmus iglesia
Sphaeriodesmus iglesia är en mångfotingart som beskrevs av Shear 1986. Sphaeriodesmus iglesia ingår i släktet Sphaeriodesmus och familjen Sphaeriodesmidae. Inga underarter finns listade i Catalogue of Life.